# Linda Züblin
Linda Züblin (Riedt, 21 maart 1986) is een Zwitserse meerkampster. Züblin nam deel aan de Olympische Spelen en driemaal aan de wereldkampioenschappen. Bij alle vier de gelegenheden behaalde ze geen medailles. Verder is ze de ex-Zwitserse recordhoudster bij het speerwerpen, een van haar beste losse onderdelen, samen met het verspringen en het hordelopen.

## Biografie

### Groei naar internationale wedstrijden
Linda Züblin's eerste internationale wedstrijd waren de wereldkampioenschappen voor B-junioren (U18) in 2003, waar ze 22e werd. Ze behaalde bij deze wedstrijd een puntenaantal van 4169 (U18 puntentelling) op de zevenkamp. Twee jaar later tijdens de Europese kampioenschappen voor junioren behaalde ze een betere positie en kwam ze in de top tien terecht. In datzelfde jaar veroverde ze vier titels bij de nationale juniorenkampioenschappen. Ook bij de seniorenatletiek kwam ze tweemaal op het podium. In de jaren daarna volgden alleen nog maar meer nationale medailles.
Vanaf 2007 participeerde Züblin ook in de internationale seniorenatletiek. In dat jaar debuteerde ze op de wereldkampioenschappen in Osaka en de Hypomeeting in Götzis. Bij deze wedstrijden wist ze echter niet verder te komen dan respectievelijk een twintigste en zeventiende plek.

### Olympische Spelen
Ook al had Züblin al eens de limiet voor de wereldkampioenschappen gehaald, om mee te mogen doen met de Olympische Spelen van 2008 in Peking moest ze haar persoonlijke record met vijf punten verbeteren om bij de 6000-punten grens uit te komen, de limiet voor de Spelen. Bij de Hypomeeting, ruim twee maanden voor de Spelen, lukte dit en overtrof Linda Züblin als vijfde Zwitserse de 6000 punten. Op de Olympische Spelen zelf was zij minder succesvol. Ze bleef 275 onder haar beste prestatie en behaalde slechts een 29e positie in het eindklassement.

### Bekendheid
Ook in 2009 nam Züblin deel aan de Hypomeeting. Hoewel ze haar prestatie van het jaar ervoor niet evenaarde, was het wel goed voor een betere klassering dan in 2008 en voor een kwalificatie voor de WK in Berlijn. Bij deze WK deed ze op verschillende manieren goede zaken. Ze vestigde een Zwitsers record op het speerwerpen (53,01 m), en met haar uitbundige reactie veroverde ze meteen de harten van de toeschouwers. Ook behaalde ze een klassering die wat hoger was dan bij de vorige WK, zestiende in plaats van twintigste.
Ook na de WK bleef Züblin in de schijnwerpers staan en mede door haar vele mediaoptredens is ze momenteel een van de bekendste Zwitserse atleten, ondanks dat ze geen internationale successen heeft behaald.
In 2010 nam Züblin deel aan de EK in Barcelona. Ze behaalde hier met 5912 punten een zestiende positie, net als in Berlijn. Een jaar later wist zij zich, gehinderd door blessures, niet te kwalificeren voor de WK in Daegu en ook het olympische jaar 2012 ging door blessureleed verloren. In 2013 keerde Linda Züblin echter terug in de wedstrijdarena en bezegelde zij haar comeback op de WK in Moskou met alweer een zestiende plaats op de zevenkamp en een PR-score van 6057 punten.
Züblin heeft behalve het seniorenrecord speerwerpen ook nog een aantal andere nationale records behaald, namelijk een juniorenrecord bij het speerwerpen en de zevenkamp. Bij de neo-senioren heeft ze ook records gehaald, op de vijfkamp (gedeeld), de zevenkamp en het speerwerpen. Onderhand is alleen het record U23 bij het speerwerpen nog in handen van Züblin.
Linda Züblin komt uit voor de vereniging LAR Bischofszell.

## Titels
- Zwitsers kampioene 100 m horden - 2007
- Zwitsers kampioene speerwerpen - 2007, 2010
- Zwitsers kampioene zevenkamp - 2006, 2010
- Zwitsers indoorkampioene verspringen - 2008
- Zwitsers indoorkampioene vijfkamp - 2007

## Statistieken

### Persoonlijke records
Outdoor
| Onderdeel    | Prestatie          | Datum            | Plaats     |
| ------------ | ------------------ | ---------------- | ---------- |
| 200 m        | 24,46 s (−0,2 m/s) | 16 juni 2007     | Frauenfeld |
| 800 m        | 2.15,85            | 31 mei 2009      | Götzis     |
| 100 m horden | 13,51 s (−0,4 m/s) | 12 augustus 2013 | Moskou     |
| verspringen  | 6,24 m             | 4 september 2005 | Regensdorf |
| hoogspringen | 1,69 m             | 16 juni 2007     | Frauenfeld |
| kogelstoten  | 13,38 m            | 29 mei 2010      | Götzis     |
| speerwerpen  | 53,01 m (ex-NR)    | 16 augustus 2009 | Berlijn    |
| zevenkamp    | 6057 p             | 13 aug. 2013     | Moskou     |

Indoor
| Onderdeel    | Prestatie | Datum            | Plaats     |
| ------------ | --------- | ---------------- | ---------- |
| 60 m horden  | 8,50 s    | 24 februari 2008 | St. Gallen |
| 800 m        | 2.19,64   | 17 februari 2008 | Magglingen |
| verspringen  | 6,15 m    | 23 februari 2008 | St. Gallen |
| hoogspringen | 1,66 m    | 10 februari 2007 | Dornbirn   |
| kogelstoten  | 12,85 m   | 9 februari 2008  | Dornbirn   |
| vijfkamp     | 4176 pt   | 17 februari 2008 | Magglingen |

### Prestatieontwikkeling
| Jaar | Zevenkamp | Vijfkamp | Speerwerpen |
| ---- | --------- | -------- | ----------- |
| 2003 | 5100 pt   |          | 41,61 m     |
| 2004 | 5303 pt   |          | 45,35 m     |
| 2005 | 5582 pt   |          | 47,74 m     |
| 2006 | 5764 pt   |          | 48,39 m     |
| 2007 | 5995 pt   | 4096 pt  | 50,47 m     |
| 2008 | 6018 pt   | 4176 pt  | 50,34 m     |
| 2009 | 5957 pt   |          | 53,01 m     |
| 2010 | 5948 pt   |          | 50,24 m     |

### Opbouw PR meerkamp en potentie op basis van PR's
In de tabel staat de uitsplitsing van het persoonlijk record op de zevenkamp. In de kolommen ernaast staat ook het potentieel record, met alle persoonlijke records op de losse onderdelen en de bijbehorende punten.
|              | Uitsplitsing PR | Uitsplitsing PR |              | Potentieel record | Potentieel record |
| Onderdeel    | Prestatie       | Punten          | Pers. record | Punten            |                   |
| ------------ | --------------- | --------------- | ------------ | ----------------- | ----------------- |
| 100 m horden | 13,51           | 1049            | 13,51        | 1049              |                   |
| hoogspringen | 1,65            | 795             | 1,69         | 842               |                   |
| kogelstoten  | 12,51           | 695             | 13,38        | 753               |                   |
| 200 m        | 25,01           | 886             | 24,46        | 937               |                   |
| verspringen  | 6,23            | 921             | 6,24         | 924               |                   |
| speerwerpen  | 49,64           | 853             | 53,01        | 919               |                   |
| 800 m        | 2.17,50         | 858             | 2.15,85      | 881               |                   |
| Puntentotaal |                 | 6057            |              | 6305              |                   |

## Palmares

### 60 m horden
- 2008:  Zwitserse indoorkamp. - 8,50 s
- 2012:  Zwitserse indoorkamp. - 8,51 s

### 100 m horden
- 2006:  Zwitserse kamp. - 14,03 s
- 2007:  Zwitserse kamp. - 13,63 s

### verspringen
- 2005:  Zwitserse kamp. - 6,17 m
- 2006:  Zwitserse indoorkamp. - 6,06 m
- 2007:  Zwitserse kamp. - 6,10 m
- 2008:  Zwitserse indoorkamp. - 6,15 m

### speerwerpen
- 2004:  Zwitserse kamp. - 43,50 m
- 2005:  Zwitserse kamp. - 45,31 m
- 2006:  Zwitserse kamp. - 45,29 m
- 2007:  Zwitserse kamp. - 49,29 m
- 2008:  Zwitserse kamp. - 46,61 m
- 2010:  Zwitserse kamp. - 50,24 m

### Vijfkamp
- 2007:  Zwitserse indoorkamp. - 4096 pt

### Zevenkamp
- 2003: 22e WK U18 - 4169 pt
- 2005: 9e EK U20 - 5226 pt
- 2006:  Zwitserse kamp. - 5431
- 2007: 11e EK U23 - 5878 pt
- 2007: 20e WK - 5995 pt
- 2007: 17e Hypomeeting - 5938 pt
- 2008: 22e Hypomeeting - 6018 pt
- 2008: 29e OS - 5743 pt
- 2009: 10e Hypomeeting - 5957 pt
- 2009: 15e WK - 5934 pt (na DQ Tsjernova)
- 2010:  Zwitserse kamp. - 5941
- 2010: 13e Hypomeeting - 5948 pt
- 2010: 16e EK - 5912 pt
- 2013: 16e WK - 6057 p
- 2014: DNF Hypomeeting

## Onderscheiding
- Zwitsers atlete van het jaar - 2008